# Order Aleksandra Newskiego (ZSRR)

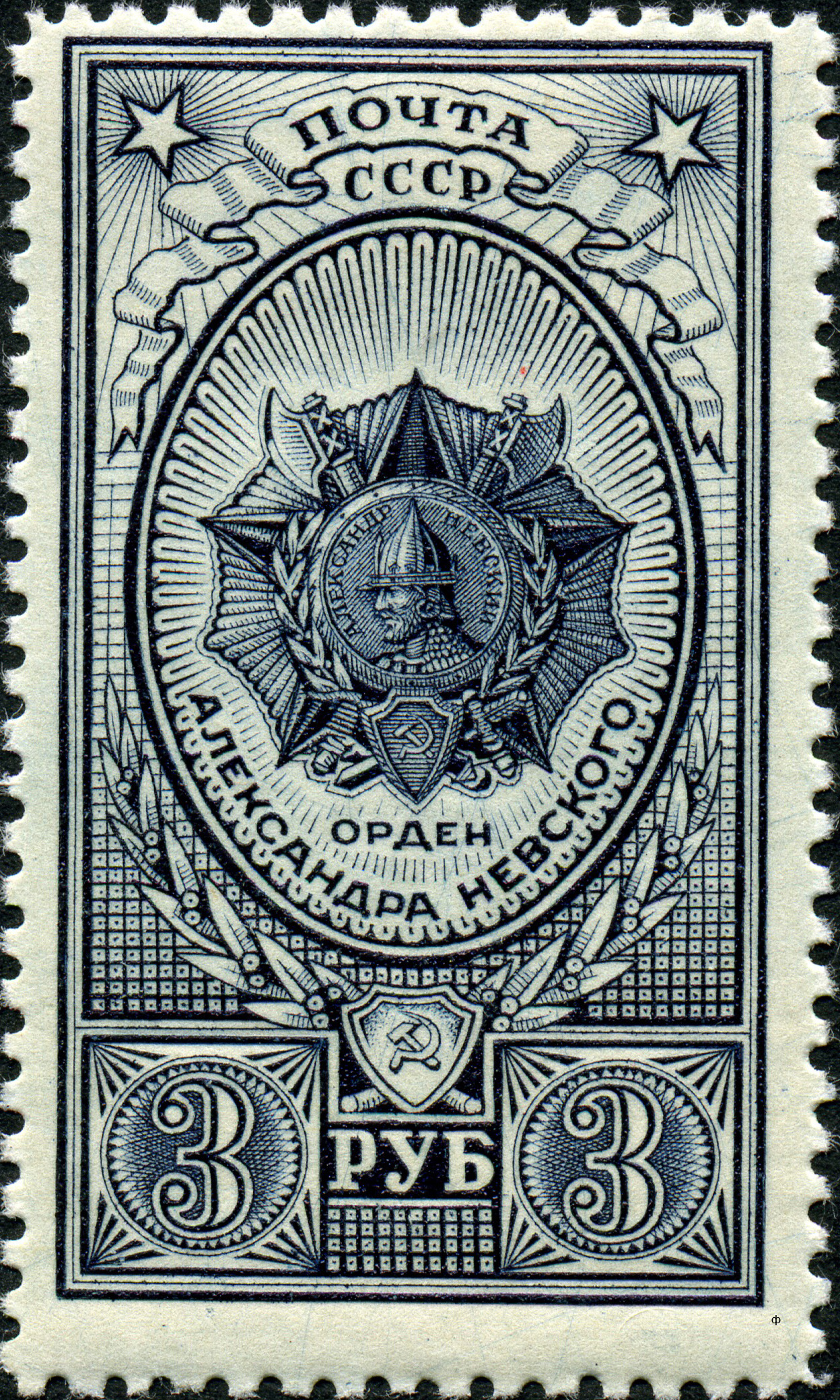
Radziecki znaczek pocztowy z wizerunkiem Orderu Aleksandra Newskiego

Order Aleksandra Newskiego (ros. Орден Александра Невскoго) – radziecki order wojskowy.

## Historia
Został ustanowiony dekretem Prezydium Rady Najwyższej ZSRR z 29 lipca 1942 roku. Tym dekretem zatwierdzono również statut oraz opis odznaki orderu. W późniejszym okresie statut został uzupełniony dekretem z 10 listopada 1942 roku, zostały wniesione poprawki w opisie samej odznaki.
Patronem orderu jest Aleksander Newski, ruski wódz, książę Nowogrodu, pogromca krzyżaków podczas bitwy na jeziorze Pejpus w 1242 roku.

## Zasady nadawania
Order był ustanowiony do nagradzania korpusu oficerskiego Armii Czerwonej „za wybitne zasługi w organizacji i kierowaniu operacjami bojowymi i za osiągnięte w ich rezultacie sukcesy w walkach za Ojczyznę”.
Order Aleksandra Newskiego posiadał jeden stopień i byli nim nagradzani dowódcy dywizji, brygad, pułków, batalionów, kompanii oraz plutonów, m.in. za:
- przejawioną podczas walki inicjatywę w wyborze właściwego momentu niespodziewanego, śmiałego i gwałtownego ataku na wroga, zadania mu klęski przy niewielkich stratach własnych,
- dowodząc własną artylerią, za zniszczenie artylerii wroga lub jego punktów ogniowych, które uniemożliwiają działanie własnych wojsk, zniszczenie grupy schronów bojowych czy stałych stanowisk ogniowych lub uporczywe i skuteczne odpieranie ataków dużej grupy czołgów wroga,
- za umiejętne dowodzenie pododdziałem lub jednostką pancerną w walce i przyczynienie się do zadania przeciwnikowi znacznych strat w sile żywej i sprzęcie
- za wytrwałe działanie i inicjatywę w dezorganizowaniu oraz niszczeniu inżynieryjnych umocnień przeciwnika,
- za systematyczną i terminową organizację regularnej łączności podczas wykonywania zadania bojowego oraz utrzymanie jej sprawności,
- za umiejętne przeprowadzenie operacji desantowej i wykonanie zadania bojowego przy najmniejszych stratach własnych.

## Opis odznaki
Odznaka orderu została wykonana ze srebra w formie dziesięcioramiennej, wielopromiennej gwiazdy, na którą nałożona jest pozłacana, emaliowana na czerwono pięcioramienna gwiazda. Order ma średnicę 50 mm.
Na awersie w centrum umieszczona jest okrągła tarcza z popiersiem Aleksandra Newskiego oraz napisem: АЛЕКСАНДР НЕВСКИИ (pol. Aleksander Newski). Tarcza okolona jest złotym wieńcem laurowym, a spoza niej wystają dwie złocone berdysze. U dołu znajduje się srebrna mała tarcza z sierpem i młotem, umieszczona na tle skrzyżowanych: miecza, oszczepu, kołczana i łuku. 
Rewers jest gładki, znajduje się ta śruba z nakrętką do umocowania na mundurze. 
Baretka orderu jest w kolorze niebieskim z szerokim czerwonym paskiem pośrodku.

## Odznaczeni
Jednymi z pierwszych wyróżnionych orderami byli oficerowie: W.F. Kotow, I.N. Ruban, S.P. Cybulin. 
Łącznie za bojowe zasługi nadano 42 165 orderów. 
Wśród nagrodzonych znajduje się 1473 jednostek i związków taktycznych, w tym polskie:
- 4 Łużycka Brygada Saperów
- 3 Samodzielny Pułk Moździerzy
- 8 Pułk Artylerii Haubic
- 18 Pułk Artylerii Przeciwlotniczej
- 19 Pułk Artylerii Przeciwpancernej
- 22 Pułk Artylerii Lekkiej